# 金策製鐵聯合企業所
金策製鐵聯合企業所，是朝鮮咸鏡北道清津市的鍊鋼廠，也是全國最大的鍊鋼廠，工場佔地4300000㎡。名稱來自在朝鮮戰爭中死去的副總理金策。

## 沿革
金策製鐵聯合企業所前身是1942年日本製鐵建設的清津製鉄所。
在北朝鮮建國後，因朝鮮戰爭的影響響約10年間沒有運作。1950年代後半再次開始運作，1960年代一部分熔爐改善，小規模擴大生產鋼材。
在1970年代和80年代因蘇聯經濟援助，大規模擴張工事和擴大生產，鋼鉄生産量一年2400000噸，佔北朝鮮年鋼鉄生産量40%。
1990年代以降、因朝鮮經濟危機造成的電力與燃料不足和設備老化造成生產滑落幾近停產。
金策製鐵聯合企業所以高效的原料供給，製鐵生產和運輸三方統合而形成一個聯合企業系統。